# إيليسا موليا
إيليسا موليا (بالإسبانية: Elisa Mouliaá)‏ هي ممثلة إسبانية ولدت في يوم 7 يناير 1989 في مدريد، مثلت في عدة أفلام ومسلسلات ومسرحيات أشهرها مسلسل البورجياس.

## روابط خارجية
- إيليسا موليا على موقع IMDb (الإنجليزية)
- إيليسا موليا على موقع قاعدة بيانات الفيلم (الإنجليزية)